# Britische Unterhauswahl Februar 1974
| Regierung (301): Labour 301 Tolerierung (19) Liberal 14 Plaid 2 SDLP 1 DL 1 ILab 1 |  | Opposition (314): Conservative 296 UUP 7 SNP 7 Vanguard 3 DUP 1 |
| Speaker 1                                                                          |  |                                                                 |

Zusammensetzung:

Die britische Unterhauswahl Februar 1974 fand am 28. Februar 1974 statt. Es war die erste von zwei Unterhauswahlen, die in diesem Jahr stattfanden, und bis 2010 die einzige Wahl seit dem Zweiten Weltkrieg, bei der keine Partei eine absolute Mehrheit der Sitze im Britischen Unterhaus erhielt (hung parliament). Die regierende Conservative Party von Edward Heath erhielt zwar knapp die meisten Stimmen. Die meisten Parlamentssitze erhielt jedoch die Labour Party unter Harold Wilson, u. a. aufgrund der Entscheidung der Abgeordneten der Ulster Unionist Party, sich nicht den Konservativen unterzuordnen.

## Vorgeschichte
Edward Heath und seine Konservativen regierten seit 1970 mit einer knappen absoluten Mehrheit. Ihre Regierungszeit war geprägt von Krisen: Die britische Wirtschaft hatte ab dem Beginn der ersten Ölpreiskrise (Oktober 1973) große Schwierigkeiten. Im März 1973 war das Bretton-Woods-System (ein System fast starrer Wechselkurse) zusammengebrochen; seitdem bildete sich der Kurs des Pfund Sterling frei an den Börsen. Zusätzlich gab es Auseinandersetzungen zwischen der Regierung und den Gewerkschaften, die 1974 kulminierten, als Heath Wahlen ausrief um sich eine stärkere Position in den Verhandlungen mit den Gewerkschaften zu verschaffen. Alle Umfragen deuteten 1974 auf einen Wahlsieg der Konservativen hin.

## Wahlsystem
Gewählt wurde nach dem einfachen Mehrheitswahlsystem.

## Wichtige Parteiführer

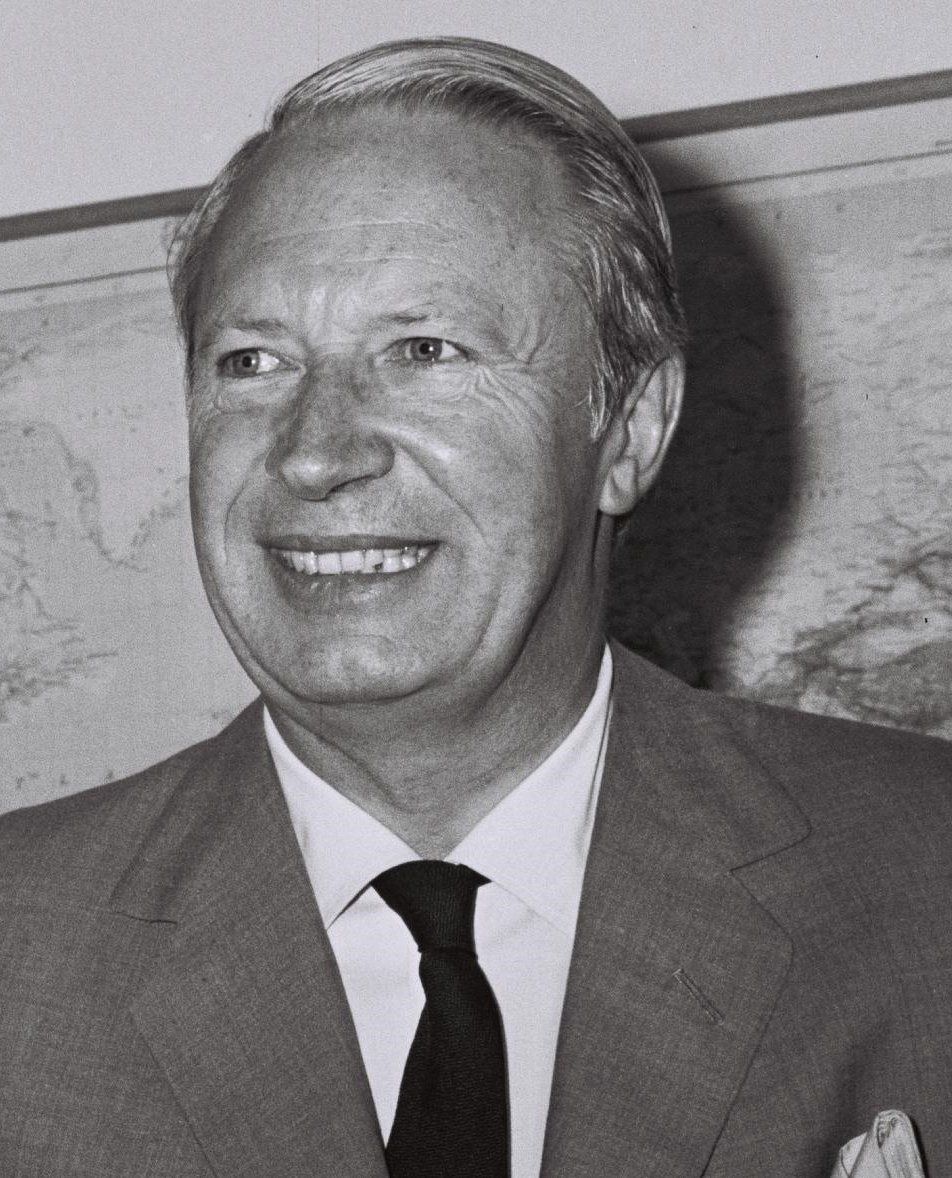
Premierminister Edward Heath (Conservatives)
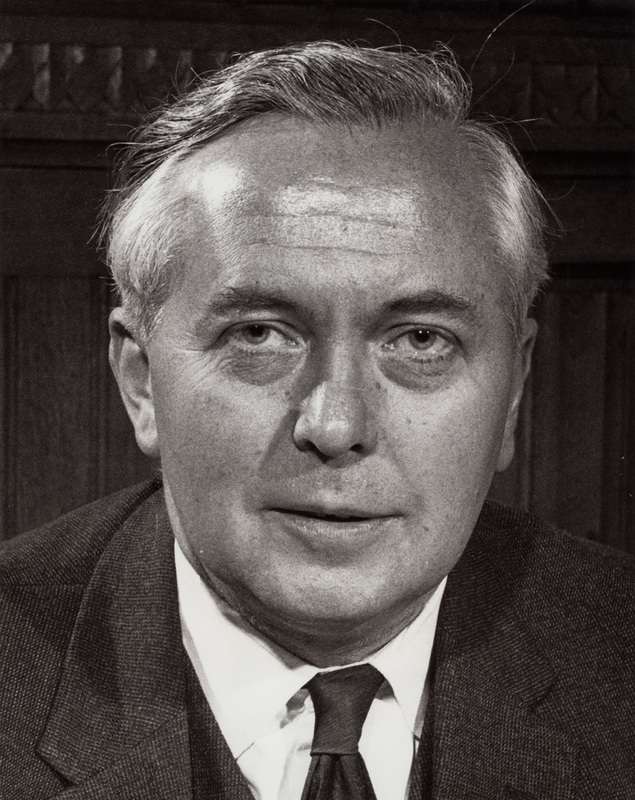
Oppositionsführer Harold Wilson (Labour)
Member of Parliament Jeremy Thorpe (Liberal)

## Wahlergebnisse
Bei der Wahl im Februar 1974 wich das Wahlergebnis in Nordirland erheblich vom übrigen Vereinigten Königreich ab. Alle zwölf gewählten Abgeordneten kamen von lokalen Parteien und folgten damit der Entscheidung der Ulster Unionist Party, aus Protest gegen das Sunningdale-Abkommen den Konservativen ihre Unterstützung zu entziehen. Außerdem gewannen in Wales das erste Mal Kandidaten der Plaid Cymru bei einer regulären Wahl (zuvor hatten sie bei einer Nachwahl gewonnen).

Ergebnisse nach Wahlkreisen. Die Farben entsprechen der nebenstehenden Tabelle.

| Partei          | Partei                                | Stimmen    | Stimmen | Stimmen | Sitze  | Sitze |
| Partei          | Partei                                | Anzahl     | %       | +/−     | Anzahl | +/−   |
| --------------- | ------------------------------------- | ---------- | ------- | ------- | ------ | ----- |
|                 | Conservative Party                    | 11.872.180 | 37,9    | −8,5    | 297    | −33   |
|                 | Labour Party                          | 11.645.616 | 37,2    | −5,9    | 301    | +13   |
|                 | Liberal Party                         | 6.059.519  | 19,3    | +11,8   | 14     | +8    |
|                 | Scottish National Party               | 633.180    | 2,0     | +0,9    | 7      | +6    |
|                 | Ulster Unionist Party                 | 232.103    | 0,8     | +0,8    | 7      | +7    |
|                 | Plaid Cymru                           | 171.374    | 0,5     | −0,1    | 2      | +2    |
|                 | Social Democratic and Labour Party    | 160.137    | 0,5     | +0,5    | 1      | +1    |
|                 | Pro-Assembly Unionist                 | 94.301     | 0,3     | +0,3    | −      | −     |
|                 | British National Front                | 76.865     | 0,2     | +0,2    | −      | −     |
|                 | Vanguard Progressive Unionist Party   | 75.944     | 0,2     | +0,2    | 3      | +3    |
|                 | Democratic Unionist Party             | 58.656     | 0,2     | +0,1    | 1      | −     |
|                 | Unabhängige Liberal                   | 38.437     | 0,2     | −       | −      | −     |
|                 | Communist Party of Great Britain      | 32.743     | 0,1     | −       | −      | −     |
|                 | Unabhängige Labour                    | 29.892     | 0,1     | −       | 1      | −     |
|                 | Alliance Party of Northern Ireland    | 22.660     | 0,1     | +0,1    | −      | −     |
|                 | Unabhängige                           | 18.180     | 0,1     | −       | −      | −     |
|                 | Unity                                 | 17.593     | 0,1     | −0,4    | −      | −2    |
|                 | Unabhängige Socialist                 | 17.300     | 0,1     | −       | −      | −     |
|                 | Northern Ireland Labour Party         | 17.284     | 0,1     | +0,1    | −      | −     |
|                 | Republican Clubs                      | 15.152     | 0,0     | −       | −      | −     |
|                 | Lincoln Democratic Labour Association | 14.780     | 0,0     | −       | 1      | +1    |
|                 | Unabhängige Konservative              | 11.451     | 0,0     | −       | −      | −     |
|                 | Sonstige                              | 13.698     | 0,0     | −       | −      | −     |
|                 | Gesamt                                | 31.321.982 | 100,0   |         | 635    |       |
| Wahlberechtigte | Wahlberechtigte                       | 39.753.863 |         |         |        |       |
| Wahlbeteiligung | Wahlbeteiligung                       | 78,8 %     |         |         |        |       |
| Quelle:         |                                       |            |         |         |        |       |

1. ↑  einschließlich des Speakers of the House

Gesamtzahl der Stimmen: 31.321.982. Einige kleine Parteien mit Stimmenanteilen unter 0,1 % sind nicht dargestellt. Die Sitze der Ulster Unionists wurden verglichen mit jenen der Unionists bei der 1970er Wahl. Die Protestant Unionist Party wurde zum Kern der Democratic Unionist Party, ihr Kandidaten wurden verglichen mit den Ergebnissen der Protestant Unionist von 1970. Gerry Fitt, der einzige 1970 gewählte Abgeordnete der Republican Labour Party, verließ später die Partei, um die Social Democrat and Labour Party mitzugründen.

## Nach der Wahl
| In Betracht gezogene Koalitionen oder Tolerierungsbündnisse | Sitze |
| ----------------------------------------------------------- | ----- |
| Sitze gesamt                                                | 635   |
| Absolute Mehrheit (ab 318 Sitzen)                           |       |
| Tories, Liberals, Unionisten                                | 321   |
| Labour, Liberals, PC, SDLP, Unabh.                          | 320   |
| Keine Mehrheit (unter 318 Sitzen)                           |       |
| Labour, Liberals                                            | 315   |
| Tories, Liberals                                            | 310   |
| Tories, UUP                                                 | 303   |

Die Wahl führte zum ersten hung parliament seit 1929, das heißt keine Partei verfügte über eine absolute Mehrheit. Als amtierender Premier hatte Heath das Recht als erster eine Regierungsbildung zu versuchen, obwohl seine Conservative Party weniger Sitze erhielt als Labour. Er versuchte eine Koalition mit der Liberal Party, den Ulster Unionists und anderen unionistischen Parteien zu bilden. Als zentrale Konflikte zeichneten sich in den Verhandlungen eine Abänderung des Wahlrechts ab. Die Liberalen, die bei der Wahl fast 20 % der Stimmen erhielten aber nur 14 der 635 Sitze gewannen, forderten die Ablösung des First-past-the-post Systems und den Übergang zu einem Verhältniswahlrecht. Heath und seine Konservativen stellten jedoch nur eine Abstimmung im Unterhaus in Aussicht, ohne zu versichern, dafür zu stimmen. Außerdem beanspruchte der Vorsitzende der Liberalen, Jeremy Thorpe, das Innenministerium für sich. Ohne eine Einigung mit Thorpe erreicht zu haben, trat Heath zurück und Wilson wurde zum zweiten Mal Premierminister.
Dieser bildete anschließend eine Minderheitsregierung, die davon abhängig war, dass die Liberal Party, Plaid Cymru und die SDLP sie nicht zu fall brachten. Wilson konnte in wichtigen Abstimmungen zumeist auf die Unterstützung von Plaid, der SDLP und den zwei Labour-nahen Unabhängigen zählen, allerdings stimmten die Liberalen in wichtigen Abstimmungen, wie dem Haushaltsgesetz, mit der konservativen Opposition. Aufgrund dieser unsicheren Mehrheitsverhältnisse rief Wilson im September Neuwahlen für den 10. Oktober 1974 aus.